# Обердрайс
Обердрайс (нем. Oberdreis) — община в Германии, в земле Рейнланд-Пфальц. 
Входит в состав района Нойвид. Подчиняется управлению Пудербах.  Население составляет 863 человека (на 31 декабря 2010 года). Занимает площадь 9,00 км².
Коммуна подразделяется на 4 сельских округа.